# NGC 5892
NGC 5892 ist eine Balken-Spiralgalaxie mit ausdehnten Sternentstehungsgebieten vom Hubble-Typ SBcd im Sternbild Waage auf der Ekliptik. Sie ist schätzungsweise 100 Millionen Lichtjahre von der Milchstraße entfernt und hat einen Durchmesser von etwa 105.000 Lichtjahren.
Im selben Himmelsareal befinden sich u. a. die Galaxien NGC 5880 und NGC 5883.
Das Objekt wurde im Jahr 1886 von Ormond Stone entdeckt.